# Brasityphis barrosi
Brasityphis barrosi is een slakkensoort uit de familie van de Muricidae. De wetenschappelijke naam van de soort is voor het eerst geldig gepubliceerd in 2003 door Absalão & Santos.